# Соколовский, Григорий Семёнович
Григо́рий Семёнович Соколо́вский (род. 28 ноября 1971, Ленинград) — российский учёный, специалист в области лазерной физики, нелинейной оптики и наноэлектроники. Главный научный сотрудник ФТИ им. А. Ф. Иоффе РАН, профессор СПбГЭТУ «ЛЭТИ» в Санкт-Петербурге.

## Биография
Родился в 1971 году в Ленинграде. Закончил Физико-математический лицей № 239 (1988 г.)
Поступил в СПбГЭТУ «ЛЭТИ», который окончил с отличием в 1994 году.
Научное становление прошёл в Центре физики наногетероструктур Физико-технический института имени А. Ф. Иоффе РАН.
В ФТИ занимал должности от студента-практиканта (с 1993 г.) до главного научного сотрудника — заведующего лабораторией интегральной оптики на гетероструктурах.
В 1998 году защитил кандидатскую диссертацию, в 2012 году получил докторскую степень.
В 2016 г. получил почётное учёное звание «Профессор РАН».

## Научно-исследовательская работа
Основные научные интересы включают интегральную оптику, физику полупроводниковых лазеров и наноэлектронику.

## Публикации
Согласно данным РИНЦ на 2021 год.
Г. С. Соколовский — автор свыше 200 научных публикаций, которые суммарно процитированы свыше 1000 раз.
Индекс Хирша по РИНЦ — 18, по WoS — 15. Некоторые статьи:
1. Mylnikov, V. Yu, Edik U. Rafailov, and Grigorii S. Sokolovskii. «Close relationship between Bessel-Gaussian and conical refraction beams.» Optics Express 28.23 (2020): 33900-33910.
2. Sokolovskii, Grigorii S., et al. «3D laser nano-printing on fibre paves the way for super-focusing of multimode laser radiation.» Scientific reports 8.1 (2018): 1-9.\
3. Kruczek, T., Fedorova, K. A., Sokolovskii, G. S., Teissier, R., Baranov, A. N., Rafailov, E. U. (2013). InAs/AlSb widely tunable external cavity quantum cascade laser around 3.2 μm. Applied Physics Letters, 102(1), 011124.
4. Rantamäki, A., Sokolovskii, G. S., Blokhin, S. A., Dudelev, V. V., Soboleva, K. K., Bobrov, M. A., Kuzmenkov, A.G., Vasil’ev, A.P., Gladyshev, A.G., Maleev, N.A., Ustinov, V. M., Okhotnikov, O. (2015). Quantum dot semiconductor disk laser at 1.3 μm. Optics letters, 40(14), 3400-3403.

## Педагогическая деятельность
Г. С. Соколовский возглавляет базовую кафедру физики и технологии твердотельной электроники СПбГЭТУ «ЛЭТИ»
Преподаёт ряд курсов для и студентов и аспирантов СПбГЭТУ «ЛЭТИ»
- Полупроводниковые лазеры
- Нелинейная оптика
- Матричная оптика

## Награды, признание
- Почётный профессор Астонского университета (Бирмингем, Великобритания, 2018).
- Почётное учёное звание «Профессор РАН» (2016).
- Почётный профессор Университета Данди (Великобритания, 2013).
- Стипендия Мари Кюри (Европейская комиссия, 2010).
- Стипендия Королевского сообщества (Великобритания, 1998)